# Arctosa nava
Arctosa nava là một loài nhện trong họ Lycosidae.
Loài này thuộc chi Arctosa. Arctosa nava được Carl Friedrich Roewer miêu tả năm 1955.